# Dušan Pavlović
Dušan Pavlović (* 24. September 1977 in Bern) ist ein ehemaliger schweizerisch-serbischer Fussballspieler und heutiger -trainer.

## Karriere

### Spieler
Nach seiner Jugendzeit bei den Grasshoppers, spielte Pavlović unter anderem für die erste Mannschaft seines Stammclubs. Anschliessend spielte er beim FC Lugano, wo er in zwei Saisons auf nur fünf Einsätze kam. Später spielte er in Bellinzona, ehe er zum FC Wil wechselte, mit dem er in die damalige NLA aufstieg. Beim FC Wil spielte er beim torreichsten Spiel der höchsten Schweizer Liga und erzielte dabei das letzte Tor zum 11:3.  2003 wechselte Pavlović zum Kantonsrivalen St. Gallen, nach zwei Saisons kehrte er zu seinem Stammclub GC zurück. Anschliessend kam es jeweils zu halbjährigen Gastspielen bei Erzgebirge Aue und Hapoel Ra’anana. 2009 kehrte Pavlović in die Schweiz nach Buochs zurück und spielte anschliessend noch eine Saison in Wangen bei Olten. 2012 beendete er seine aktive Karriere.

### Trainer
Für eine Saison war Pavlović in der Saison 2011/12 Co-Trainer beim SC Buochs. Im Dezember 2023 wurde er als neuer Chefscout des Schweizer Zweitligisten FC Schaffhausen vorgestellt.